# Ebenales
Ebenales is een botanische naam, voor een orde van bloeiende planten: de naam is gevormd vanuit de familienaam Ebenaceae.
Bentham & Hooker (1862–1883) gebruikten deze naam voor een orde met de volgende samenstelling:
- orde Ebenales
  - familie Sapotaceae
  - familie Ebenaceae
  - familie Styracaceae

Het Cronquist-systeem (1981) gebruikte deze naam voor een orde met de volgende samenstelling:
- orde Ebenales
  - familie Ebenaceae
  - familie Lissocarpaceae
  - familie Sapotaceae
  - familie Styracaceae
  - familie Symplocaceae

Een vergelijkbare orde bestond ook in het Wettstein-systeem, onder de naam Diospyrales.
Het APG II-systeem (2003) erkent niet een orde onder deze naam; aldaar worden deze families ingedeeld in de (veel grotere) orde Ericales.